# Liquibase
Liquibase est une bibliothèque open source pour le suivi, la gestion et l'application des changements de schéma de base de données indépendante du SGBD. Elle a été lancée en 2006 pour faciliter le suivi des modifications de bases de données, en particulier dans un environnement de développement logiciel agile.

## Présentation
Toutes les mutations appliquées à une base de données sont sauvegardées au sein de fichiers texte (XML, YAML, JSON ou SQL) et identifiées par la combinaison d'un identifiant et d'un auteur ainsi que du nom de fichier en lui-même. Une liste de ces mutations est stockée au sein de chaque base de données et consultée au besoin pour chacun des nouvelles mutations afin de déterminer les modifications à apporter.
Par conséquent, il n'existe pas de concept de versionnage de base de données. Cette approche permet cependant de travailler dans des environnements dans lesquels évoluent plusieurs développeurs.

## Fonctionnalités
- Plus de 30 refontes de base de données proposées nativement
- Annuler les derniers changements apportés à une base de données
- Revenir à l'état de la base de données à un horaire précis
- Journal de changements apportés à un schéma
- Génération de documentation sur les changements de schéma
- Support de 10 systèmes de base de données différents
- Exécutable en ligne de commande avec Apache Ant, Maven, servlet ou Spring
- Environnement de développement personnalisé
- Plugin pour l'environnement de développement Eclipse

## Licence commerciale
Liquibase (anciennement Datical) est à la fois le principal contributeur au projet Liquibase et le développeur de Liquibase Enterprise, un produit commercial proposant les fonctionnalités additionnelles en plus des principales.
- (en) Cet article est partiellement ou en totalité issu de l’article de Wikipédia en anglais intitulé « Liquibase » (voir la liste des auteurs).